# Флоренсіо Гарсія Гойєна
Флоренсіо Гарсія Гойєна (ісп. Florencio García Goyena; 1783—1855) — іспанський правник і політик, голова Ради міністрів Іспанії восени 1847 року.

## Життєпис
Вивчав право у Мадриді й Саламанці. Після здобуття освіти був адвокатом кортесів Наварри. Пізніше був губернатором провінцій Леону, Гранади й Сарагоси.
Маючи ліберальні погляди, 1823 року був змушений виїхати до Франції, де перебував упродовж року. Повернувшись на батьківщину, став податківцем у Бургосі. Пізніше обіймав різні державні посади в Наваррі, Гіпускоа й Сарагосі. 1835 року Гарсія Гойєна був призначений на пост судді апеляційного суду Бургоса, а потім — судді Верховного суду в Мадриді. 1847 року тимчасово виконував обов'язки міністра юстиції. Від 12 вересня до 4 жовтня того ж року очолював іспанський уряд.
1851 року Гарсія Гойєна був головою комісії, що розробляла цивільний кодекс. Сам колишній прем'єр особисто написав більшу його частину. Незважаючи на те, що тоді кодекс не було ухвалено через потужну опозицію іспанських дворянських родин, які вбачали в ньому загрозу для своїх вольностей, той кодекс було взято за основу під час розробки аналогічного документу, ухваленого 1889 року.